# Alex Baudin
Alex Baudin (* 25. Mai 2001 in Albertville) ist ein französischer Radrennfahrer.

## Sportlicher Werdegang
Als Junior machte Baudin durch Etappensiege im UCI Men Juniors Nations’ Cup bei der Tour du Pays de Vaud sowie bei der Ain Bugey Valromey Tour auf sich aufmerksam. In der Saison 2020, der ersten in der U23, wurde er zunächst durch die COVID-19-Pandemie und danach durch eine Knieverletzung nach Sturz ausgebremst. Zur Saison 2021 wurde er Mitglied im AG2R Citroën U23 Team, dem Nachwuchsteam des AG2R Citroën Team, für das er vorrangig bei Rennen des nationalen Kalenders in Frankreich erfolgreich war, unter anderem als Gesamtsieger der Tour de Côte-d'Or.
Zur Saison 2022 wechselte Baudin zur Swiss Racing Academy. Im März erzielte er bei der Istrian Spring Trophy mit dem Gewinn der Königsetappe seinen ersten Erfolg auf der UCI Europe Tour und verpasste als Zweiter nur knapp den Gewinn der Gesamtwertung. Es folgten ein weiterer Etappensieg und zweiter Gesamtrang bei der Tour de Bretagne Cycliste sowie der Gewinn der dritten Etappe beim Giro della Valle d’Aosta.
Zur Saison 2023 erhielt Baudin einen Vertrag beim UCI WorldTeam AG2R Citroën. Im selben Jahr kam er jedoch nicht aufgrund seiner sportlichen Leistungen in die Schlagzeilen, sondern durch die nachträgliche Disqualifikation beim Giro d’Italia 2023 aufgrund der Einnahme des nicht erlaubten Schmerzmittels Tramadol. Daraufhin wurde er von seiner Mannschaft ab dem 1. August 2023 für den Rest der Saison suspendiert. Im Jahr 2024 wurde Baudin zunächst hinter Kevin Geniets Zweiter des Grand Prix Cycliste La Marseillaise, ehe er als Zehnter der Baskenland-Rundfahrt erstmals ein Etappenrennen der UCI WorldTour in den Top 10 beendete. Beim Giro d’Italia 2024 wurde er Vierter der Auftaktsetappe und trug für einen Tag das Weiße Trikot des besten Nachwuchsfahrers. In der zweiten Saisonhälfte sicherte er sich die Gesamtwertung der Tour du Limousin und erzielte als Zweiter der Coppa Bernocchi und Dritter der Tour of Guangxi weitere Spitzenplatzierungen.
Am 31. Oktober 2024 wurde bekannt gegeben, dass Baudin zur Saison 2025 zum Team EF Education-EasyPost wechselt. 

## Erfolge
2018
- eine Etappe Tour du Pays de Vaud
- zwei Etappen und Nachwuchswertung Ain Bugey Valromey Tour

2019
- eine Etappe Tour du Pays de Vaud

2022
- eine Etappe Istrian Spring Trophy
- eine Etappe und Nachwuchswertung Tour de Bretagne Cycliste
- eine Etappe Giro della Valle d’Aosta

2024
- Gesamtwertung, eine Etappe und Nachwuchswertung Tour du Limousin

## Grand Tour-Platzierungen
| Grand Tour            | 2023 | 2024 | 2025 |
| --------------------- | ---- | ---- | ---- |
| Giro d’ItaliaGiro     | 73   | 21   | –    |
| Tour de FranceTour    | –    | –    | 46   |
| Vuelta a EspañaVuelta | –    | –    |      |